# 马尔霍夫
马尔霍夫是奥地利施蒂利亚州德意志兰茨贝格县的一个市镇。总面积30.8平方公里，总人口1042人，人口密度33.8人/平方公里（2001年）。